# Aesti
De Aesti (Ook: Aestii of Aesten) waren een oud, waarschijnlijk West-Baltisch volk. 

## Historische bronnen
Schrijvers uit de oudheid gaven erg weinig informatie over de Aesti. Plinius vermeld in 77 AD, zich baserend op Scandinavische bronnen, het land Aengina, waarschijnlijk een verbasterde vorm van Aestingia, het land der Aesti, aan het oosten van de Oostzee tot aan de Wisła, waar de Sarmatae, Venetae, Skiri en Hirri woonden. 
Ze werden voor het eerst beschreven door de Romeinse historicus Tacitus in zijn book ‘Germania’. 

### Tacitus

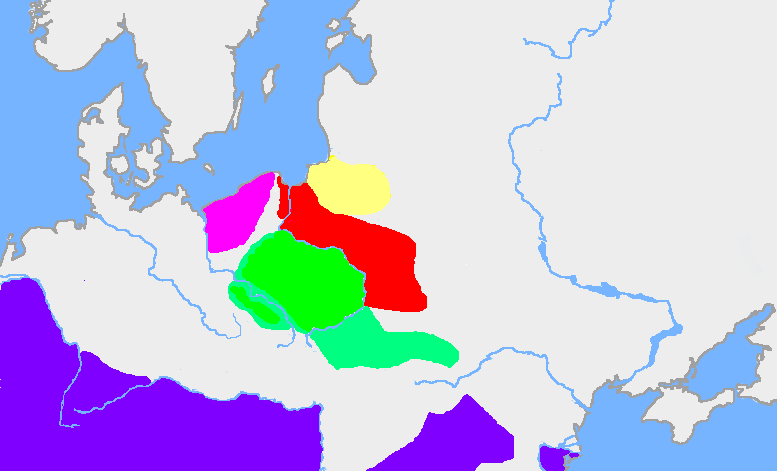
West-Baltische cultuur, overeenkomend met de beschrijving van de Aesti bij Tacitus
Wielbarkcultuur (Goten)
Przeworskcultuur
Dębczynocultuur
Romeinse Rijk

Tacitus schreef als eerste Romeinse schrijver iets over hen in zijn Germania. Hoewel Tacitus nooit zelf naar Germanië gereisd is, en alleen informatie opschreef die andere mensen aan hem verteld hadden, is zijn korte etnografie de meest gedetailleerde overlevering van de Aesti die we hebben.
Ten oosten van de Suebische zee wonen de Aestische stamen, die dezelfde gebruiken hebben als de Suebi; hun taal lijkt meer op die van Brittannië. Ze vereren de Moeder der Goden. Als teken van hun nationale geloof dragen ze afbeeldingen van wilde zwijnen. Alleen dit al dient voor hen als wapen, het is een bescherming voor ieder van hen, omdat hierdoor iedere gelovige van de Moeder der Goden beschermd wordt tegen zijn vijanden. Zeldzaam is bij hen het gebruik van ijzer, maar vaker dat van knuppels. Anders dan wat gebruikelijk is voor de luiheid van de Germanen, werken ze met meer ijver en geduld om graan en andere vruchten van de aarde te produceren. Integendeel, ze zoeken in de diepte van de zee, en zijn van alle anderen het enige volk dat barnsteen verzamelt. Ze noemen het "glesum", en ze vinden het in ondiep water en aan elke kust. Maar, door de naïviteit en onkunde van de barbaren, hebben ze nooit geleerd, of proberen te leren, wat daar achter zit, en hoe het geproduceerd wordt. Sterker nog, de waarheid is dat het lange tijd genegeerd tussen de rest van het zee-afval lag, totdat het door onze luxe, een naam en waarde kreeg. Voor henzelf is het van geen nut: ze halen het als ruwe stof uit de grond, stellen het ongeslepen en grof ten toon, en krijgen er, wonder boven wonder, geld voor… 
Volgens Tacitus lag het land van de Aesti ergens ten oosten van de Suiones en ten westen van de Sitones. Hij refereert ook naar de Fenni, die naast de Aesti zouden leven. Met de Fenni werden naar alle waarschijnlijkheid de Finse volkeren bedoeld.
De Aesti worden door Tacitus vooral sterk verbonden werden met barnsteen, een populair luxegoed in de tijd van Tacitus. De Baltische barnsteenhandel, die tot in de Middellandse Zee reikte, heeft een oorsprong die tot ver in de steentijd teruggaat. Het was dus zeker niet zo dat pas de Romeinen hen op de waarde attent gemaakt hadden. Het centrum van de handel lag, en ligt nog steeds, aan de kusten van Samland.
Het is wel zeker dat Tacitus zich vergiste toen hij impliceerde dat de Aesti een soort hybride Keltisch-Germaanse volkscultuur hadden. 
Van het enige, door Tacitus overgeleverde Aestische woord "glesum" is niet eens zeker of het inderdaad Aestisch was, of slechts de Germaanse benaming voor barnsteen (vergelijk Germaans "glas").

### Cassiodorus
De Variae van Cassiodorus, gepubliceerd in 537, bevat een brief, geschreven door Cassiodorus in naam van Theodorik de Grote, en gericht aan de Aesti:
Het is voldoende voor ons om te weten dat u van onze roem hebt gehoord, en dat we gezanten hebben gestuurd, die door vele vreemde landen zijn getrokken, opdat zij tussen ons een verbond kunnen bekrachtigen. We hebben het barnsteen, dat u ons gestuurd hebt, ontvangen. U zegt dat u dit lichtste van alle substanties verzamelt aan de kusten van de oceaan, maar hoe het daar komt weet u niet. Een auteur genaamd Cornelius [Tacitus] informeert ons, dat het verzameld wordt op de binnenste eilanden van de oceaan, en dat het gevormd wordt van het sap van een boom, dat "succinum" genoemd wordt, dat geleidelijk gehard wordt in de hitte van de zon. Zo verkrijgen we een stralend metaal, met een transparante zachtheid, soms blozend met de kleur van saffraan, soms verder gezuiverd door het rollend getijde, die het van ver vervoert voordat het op uw kusten neergegooid wordt. Wij vonden het beter om dit aan u op te merken, zodat u niet moet denken dat uw vermeende geheimen aan onze kennis zijn ontsnapt. We hebben giften met de gezanten meegestuurd, die verheugd zijn op meer bezoeken van u via de weg die u voor ons geopend heeft, om u toekomstige gunsten te betonen.
De stijl van de brief bewijst dat het land van de Aesti een onafhankelijke staat was, niet geregeerd door de Ostrogoten. Blijkbaar vond Cassiodorus het politiek gezien van belang dat er vriendschappelijke betrekkingen met de regio werden vastgelegd. De brief laat ook zien dat de Aesti zich volledig bewust waren van de waarde van amber en er een soort handelsgeheim van hadden gemaakt. Het sturen van giften en de belofte om in de toekomst gunsten voor elkaar te verrichten was in de oudheid een manier om erkenning van een andere staat te tonen.

### Jordanes
De zesde-eeuwse geschiedsschrijver Jordanes maakt twee verwijzingen naar de Aesti in zijn boek De oorsprong en de daden van de Goten, een behandeling van Cassiodorus' langere, verloren gegane boek over de geschiedenis van de Goten. Het eerste citaat plaatst de Aesti voorbij de Vidivari, aan de oever van de Oostzee: 
... een onderworpen volk, dat ook aan de oever van de Oceaan woont

Jordanes noemt hen "een volkomen vreedzaam volk". Het volgende citaat betreft de onderwerping van de Aesti door Hermanaric, koning van de Gotische Greuthungi: 
Deze heerser onderwierp tevens door zijn wijsheid en macht het volk van de Aesti, die aan de verste oever van de Mare Germanicum wonen

### Middeleeuwse bronnen

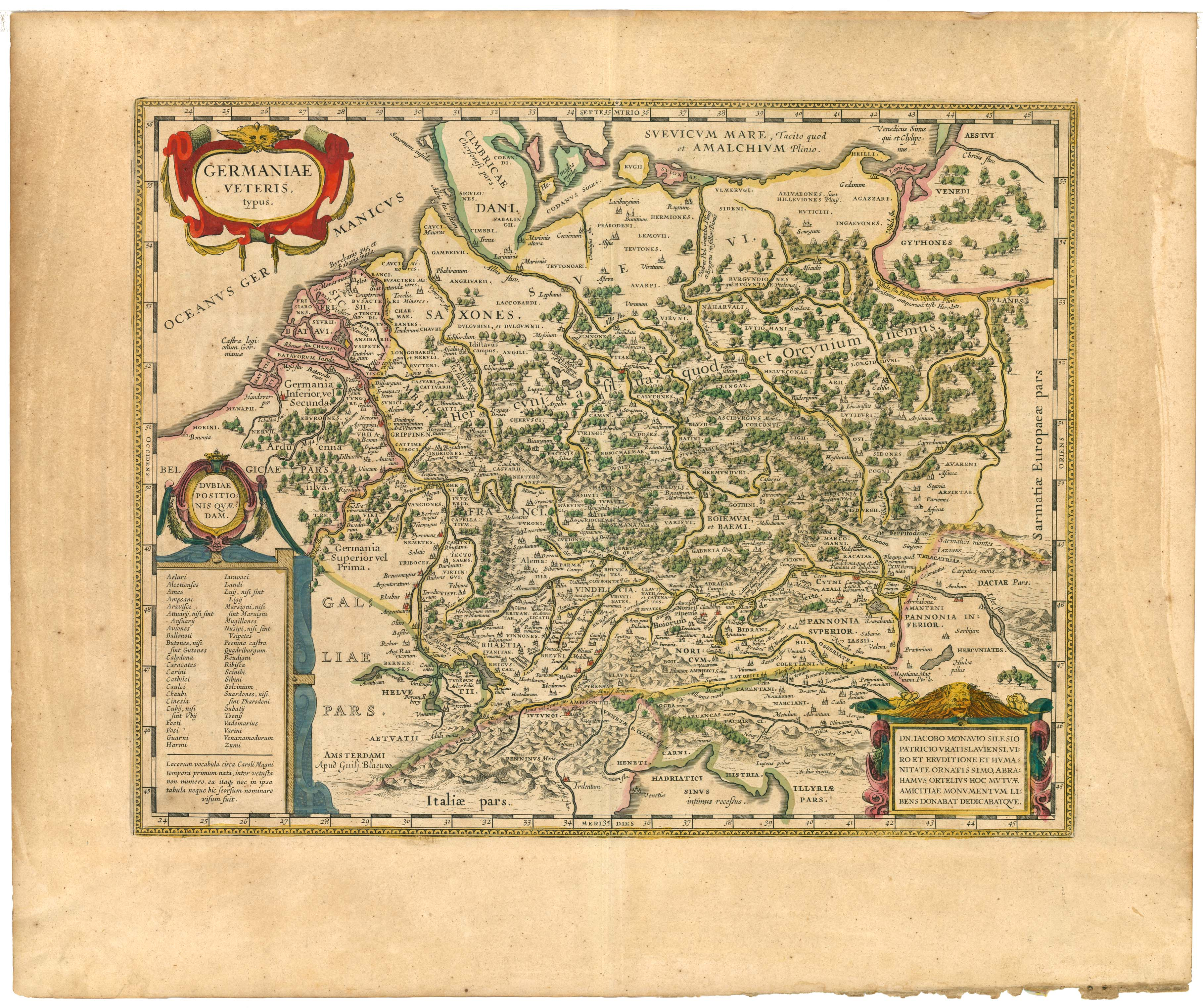
Germaniae veteris typus ("Historische kaart van Germanië") van Willem en Joan Blaeu (1645). De Aestui bevinden zich uiterst rechtsboven, in Oost-Pruisen.

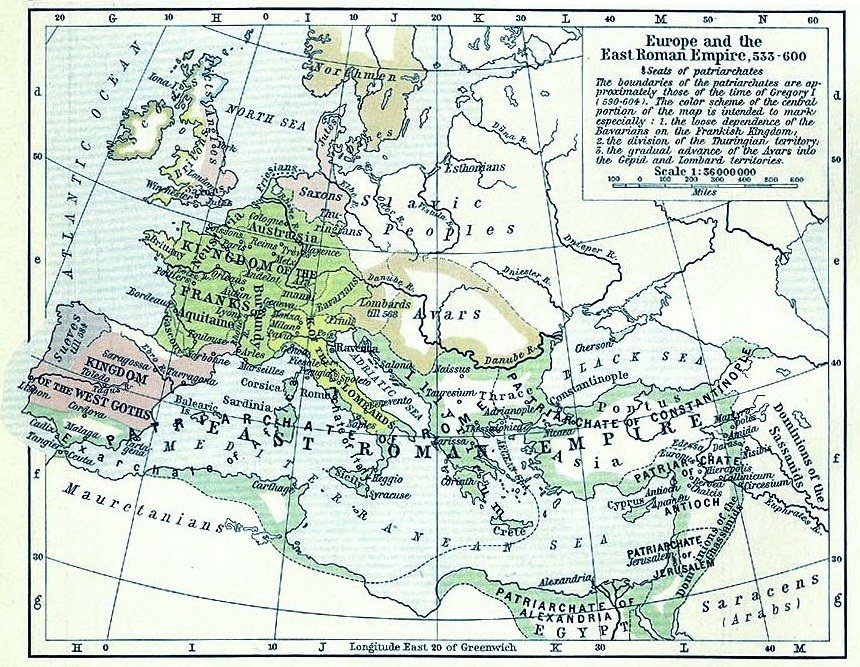
Politieke kaart van Europa door Shepherd, rond 526-600. De "Esthonians" zijn hier nog in Oost-Pruisen gelokaliseerd.

Een 11e-eeuws manuscript met koning Alfred's beschrijving van de reis van Hedeby naar Truso door Wulfstan worden de benamingen Esti, Est-mere en Eastland gebruikt. Het bevat etnografische informatie over de middeleeuwse Aestii, In de tekst wordt een beknopte beschrijving van het land en zijn rijkdommen gevolgd door een zeer gedetailleerd verslag van hun begrafenisgebruiken. De beschrijving plaats hen eenduidig ten oosten van de Wisła.
In de middeleeuwen lijkt de benaming Aistland zich echter verruimd te hebben, en werd nu gebruikt voor de gehele Baltische oostkust tot aan de Finse Golf. Als zodanig komt het voor in de Scandinavische sagas.
Toen de Denen in 1219 het noorden van het huidige Estland veroverden, richtten zij daar het Hertogdom Estland op. De Duitse Zwaardbroeders gebruikten voor het door hun veroverde gebied de naam Lijfland.
Ook het Wislahaf heeft echter nog steeds een sterke connectie met de Aesti. In het Oudpruisisch en het moderne Litouws is de naam voor de lagune Aistmares en Aīstinmari, waarbij mari baai of lagune betekent. De lagune stond dus bekend als "De baai van de Aestii".

## Huidig gebruik
In de moderne Estlandse taal is "Eesti"  de benaming van het moderne Estland. De Estlanders noemen zichzelf "Maarahvas", dat "volk van het land" betekent. De benaming Esten is voor zover bekend een door de Denen gegeven exoniem.